# Ningen Isu (band)
Ningen Isu (Japans; 人間椅子, lett. Nederlands; de menselijke stoel) is een Japanse heavy metalband uit Hirosaki. De band werd in 1987 opgericht door zanger-gitarist Shinji Wajima en zanger-bassist Kenichi Suzuki. Anno 2020 heeft de band een minialbum, 21 studioalbums, vijf verzamelalbums en twee livealbums uitgebracht. De naam van de band is afkomstig van een kortverhaal van Edogawa Ranpo uit 1925. In 2014 vierde de band zijn 25-jarig jubileum.

## Discografie
- Ningen shikkaku (人間失格''), 1990
- Sakura no mori no mankai no shita (桜の森の満開の下), 1991
- Ougon no yoake (黄金の夜明け), 1992
- Rashōmon (羅生門), 1993
- Odoru issunboushi (踊る一寸法師), 1995
- Mugen no juunin (無限の住人), 1996
- Taihai geijutsu ten (頽廃芸術展), 1998
- Nijusseiki sousoukyoku (二十世紀葬送曲), 1999
- Kaijin nijuu mensou (怪人二十面相), 2000
- Mishiranu sekai (見知らぬ世界), 2001
- Shura bayashi (修羅囃子), 2003
- San-aku douchuu hizakurige (三悪道中膝栗毛), 2004
- Fu-chi-ku (瘋痴狂), 2006
- Manatsu no yo no yume (真夏の夜の夢), 2007
- Mirai roman-ha (未来浪漫派), 2009
- Shigan raisan (此岸礼讃), 2011
- Mandoro (萬燈籠), 2013
- Burai houjou (無頼豊饒), 2014
- Kaidan soshite shi to eros (怪談 そして死とエロス), 2016
- IIjigen kara no houkou (異次元からの咆哮), 2017
- Shin seinen (新青年), 2019
- Kuraku (苦楽), 2021